# Трамвай-потяг Кадіської затоки
Трамвай-потяг Кадіської затоки (ісп. Tranvía Metropolitano de la Bahía de Cádiz) — мережа трамвай-поїзд/штадтбан в іспанському місті Кадіс та його околицях. 
Одноколійна. 
Має завдовжки 24 км, відкрита 26 жовтня 2022 року 

- Рухомий склад: 7 трисекційних потягів CAF Urbos.

## Опис
Будівництво мережі розпочато у 2008 році, але було призупинено через іспанську фінансову кризу 2008–2014 років. 
Перша лінія використовує існуючу залізницю Алькасар-де-Сан-Хуан — Кадіс до станцій Ла-Арділа, що буде спільно використовуватися з лінією приміської залізниці Cercanías Cádiz, а потім перейде на нову трамвайну колію до Чиклана-де-ла-Фронтера; перший приклад такого роду в Іспанії, де трамваї використовують магістральні залізниці. 